# WISE 1828+2650
Désignations
WISEPA J182831.08+265037.8

WISEP J182831.08+265037.8

WISEP J1828+2650

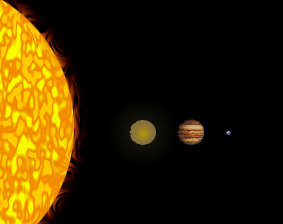
Comparaison de la taille entre le Soleil (la zone jaune à gauche), la Terre (le point bleu à droite), une naine brune (à côté du Soleil) et Jupiter (à côté de la Terre).

WISE 1828+2650 est une naine brune de type Y située à environ ∼ 32,5 a.l. (∼ 9,96 pc) de la Terre dans la constellation de la Lyre. Avec une température d'environ 300 kelvins (~30 °C), elle est l'une des naines brunes les plus froides connues à ce jour.